# Volkswagen Touareg
Volkswagen Touareg − samochód osobowy typu SUV klasy wyższej produkowany pod niemiecką marką Volkswagen od 2002 roku. Od 2018 roku produkowana jest trzecia generacja pojazdu.

## Pierwsza generacja

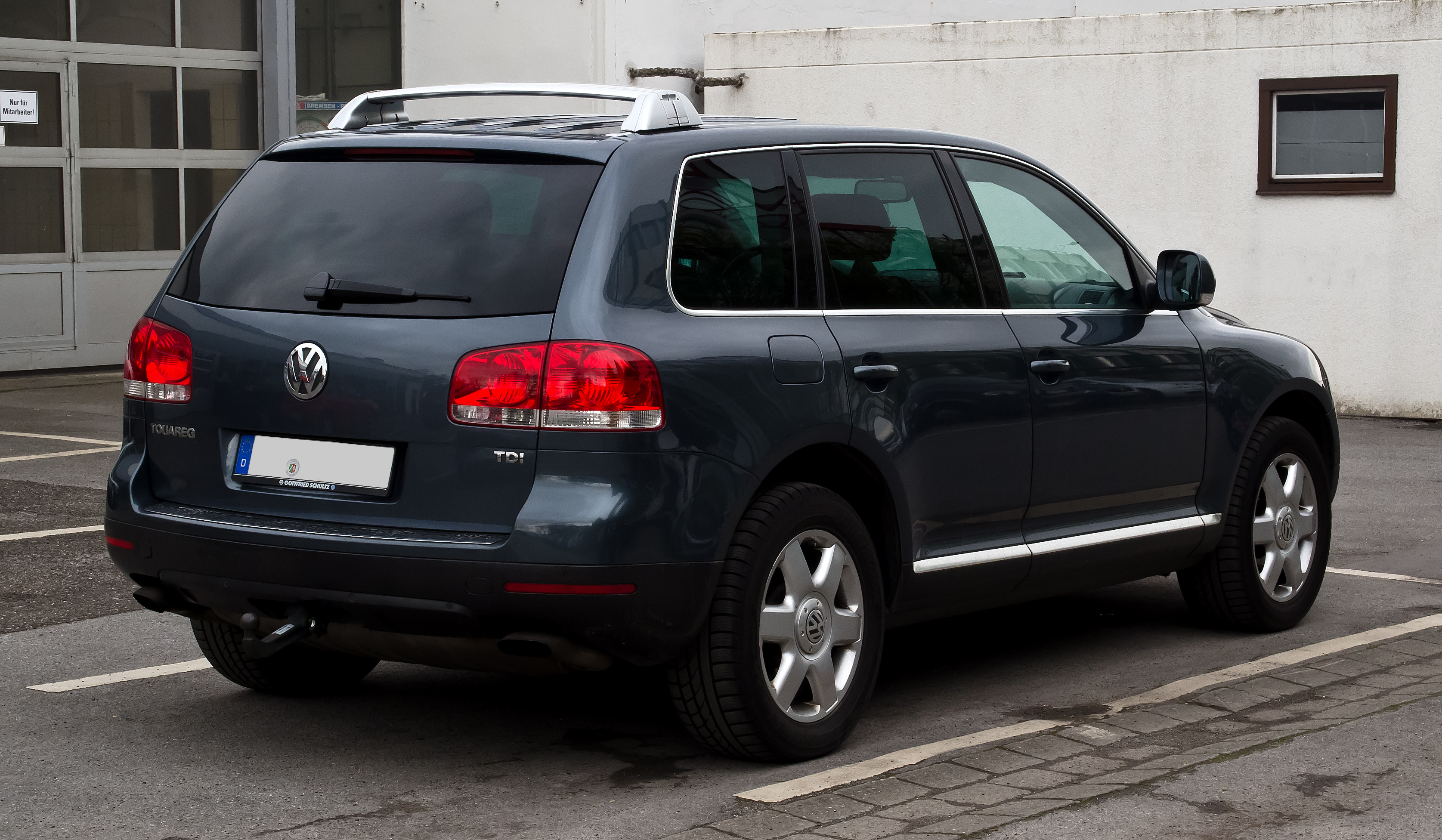
Volkswagen Touareg I - tył

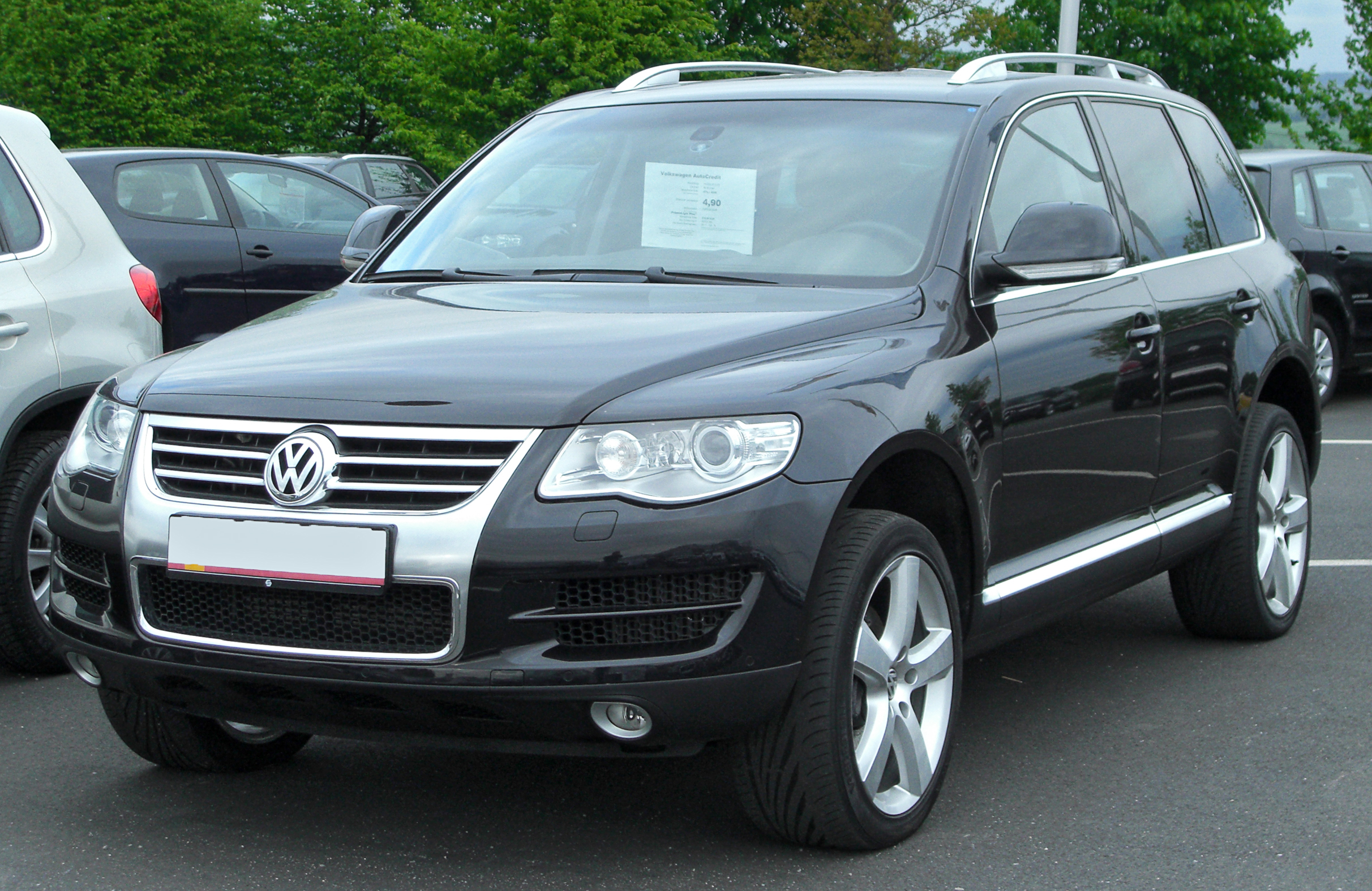
Volkswagen Touareg I po liftingu

Volkswagen Touareg I został po raz pierwszy oficjalnie zaprezentowany podczas targów motoryzacyjnych w Paryżu w 2002 roku.
Nazwa Touareg wywodzi się od nazwy ludu berberyjskiego - Tuaregowie, który zamieszkuje obszary Sahary.
Samochód zbudowany został we współpracy z należącą do Volkswagen AG marką Porsche, która produkuje bliźniaczy model Cayenne na wspólnej płycie podłogowej PL71. Pojazd zbudowano na samonośnym nadwoziu wyposażonym w niezależne zawieszenie wielowahaczowe, oparte na solidnych ramach pomocniczych. Standardowo pojazd wyposażony został w napęd na cztery koła (4Motion) realizowany przez skrzynię rozdzielczo-redukcyjną z mechanizmem różnicowym sterowanym płytkową blokadą, która dawała możliwość zablokowania go na stałe.
W 2006 roku auto przeszło face lifting. Zmieniony został m.in. pas przedni pojazdu w którym zastosowane zostały m.in. nowe reflektory z charakterystyczną łezką, zderzaki oraz tylne lampy. Przy okazji liftingu, do gamy jednostek napędowych pojazdu wprowadzono benzynowy silnik V8 o pojemności 4.2 l i mocy 350 KM.
W tym samym roku 40 mil od Londynu odbyła się akcja nazwana Touareg holuje Boeinga 747. Auto wyposażone w silnik V10 TDI przez 150 m holowało 155-tonowy samolot odrzutowy. W samochodzie zwiększono masę auta do 7030 kg.
11 października 2007 roku podczas targów motoryzacyjnych w Sydney zaprezentowana została sportowa wersja pojazdu - R50, wyposażona w 5 l silnik wysokoprężny TDI w układzie V10 o mocy 350 KM. Auto wyróżnia się specjalnym pakietem stylistycznym oraz 21-calowymi alufelgami.

### Wyposażenie
- Exclusive
- Individual - edycja limitowana produkowana na specjalne zamówienie. Auto wyróżnia się dwukolorową skórzaną tapicerką ze specjalnymi szwami, a także licznymi dodatkami wybieranymi na specjalnie zamówienie. Charakteryzuje się napisem umieszczonym na listwach progowych, na których umieścić można własny napis[8].
- King Kong Edition - edycja limitowana wyprodukowana z okazji premiery filmu King Kong. Wyróżnia się czarnym lakierem ze srebrnymi nakładkami na zderzakach oraz obwódką atrapy chłodnicy, chromowanymi listwami i lusterkami zewnętrznymi, 19-calowymi alufelgami oraz systemem DVD z 7-calowym ekranem oraz czujnikami parkowania[8].
- North Sails - edycja limitowana wyposażona w m.in. liczne chromowane dodatki (m.in. alufelgi, końcówki układu wydechowego) oraz specjalnie przygotowany biały lakier[9].
- R50 - edycja limitowana występująca z silnikiem V10 TDI o mocy 350 KM.
- R-Line - edycja limitowana, która występowała wyłącznie z silnikiem V6 TDI (nigdy z 2.5 TDI) wzbogacona o sportowy pakiet stylistyczny, kubełkowe fotele pokryte skórą Nappa oraz 20-calowe alufelgi[8].
- W12 - edycja limitowana wyposażona w silnik W12 pochodzący z modelu Phaeton. Auto występowało w dwóch wariantach: Sport oraz Executive. Wyprodukowano około 500 egzemplarzy pojazdu[8].

Standardowe wyposażenie pojazdu obejmuje m.in. system ABS i ESP, BAS, EDS, ASR i MSR, HAC oraz HDC, 6 poduszek powietrznych, elektryczne sterowanie szyb, elektryczne sterowanie lusterek, wielofunkcyjną, podgrzewaną i skórzaną kierownicę, elektrycznie sterowane fotele, komputer pokładowy, tempomat, czujniki deszczu, podgrzewane dysze spryskiwaczy, system audio Delta z 9-głośnikami oraz dwustrefową klimatyzację automatyczną.
Opcjonalnie pojazd wyposażyć można było m.in. w zawieszenie pneumatyczne, system nawigacji satelitarnej oraz drewniane wstawki deski rozdzielczej, a także chromowane dodatki, 19 lub 20-calowe alufelgi, skórzaną tapicerkę, aktywny tempomat, system monitorowania martwego pola oraz czterostrefową klimatyzację automatyczną, system monitorowania ciśnienia w oponach, reflektory biksenonowe, elektrycznie sterowane fotele z funkcją pamięci i czujniki zmierzchu oraz 11-głośnikowy system audio Sound.

### Silniki
| Wersja                | Silnik:                           | Układ zasilania:   | Średnica × skok tłoka: | St. sprężania:     | Moc maksymalna:                      | Maks. moment obrotowy      | 0–100 km/h:        | V-max:             | Śr. zużycie paliwa |
| Silniki benzynowe:    | Silniki benzynowe:                | Silniki benzynowe: | Silniki benzynowe:     | Silniki benzynowe: | Silniki benzynowe:                   | Silniki benzynowe:         | Silniki benzynowe: | Silniki benzynowe: | Silniki benzynowe: |
| --------------------- | --------------------------------- | ------------------ | ---------------------- | ------------------ | ------------------------------------ | -------------------------- | ------------------ | ------------------ | ------------------ |
| V6 3.2                | V6 3,2 l (3189 cm³), DOHC         | wtrysk EFi         | 84,00 mm × 95,90 mm    | 11,3:1             | 220 KM (161 kW) przy 5800 obr./min   | 305 N•m przy 3200 obr./min | 9,9 s              | 201 km/h           | 13,8 l / 100 km    |
| V6 3.2                | V6 3,2 l (3189 cm³), DOHC         | wtrysk EFi         | 84,00 mm × 95,90 mm    | bd:1               | 241 KM (177 kW) przy 6200 obr./min   | 310 N•m przy 3200 obr./min | 9,8 s              | 206 km/h           | 13,5 l / 100 km    |
| V6 3.6 FSI            | V6 3,6 l (3598 cm³), DOHC         | wtrysk FSI         | 89,00 mm × 96,40 mm    | 12,0:1             | 280 KM (206 kW) przy 6200 obr./min   | 360 N•m przy 2500 obr./min | 8,6 s              | 218 km/h           | 13,6 l / 100 km    |
| V8 4.2                | V8 4,2 l (4172 cm³), DOHC         | wtrysk EFi         | 84,50 mm × 93,00 mm    | 11,0:1             | 309 KM (227 kW) przy 6200 obr./min   | 410 N•m przy 3000 obr./min | 8,1 s              | 218 km/h           | 14,8 l / 100 km    |
| V8 4.2 FSI            | V8 4,2 l (4163 cm³), DOHC         | wtrysk FSI         | 84,50 mm × 92,80 mm    | 12,5:1             | 350 KM (257 kW) przy 6800 obr./min   | 440 N•m przy 3500 obr./min | 7,5 s              | 234 km/h           | 13,8 l / 100 km    |
| W12 6.0               | W12 6,0 l (5998 cm³), DOHC        | wtrysk EFi         | 84,00 mm × 90,20 mm    | 10,7:1             | 450 KM (331 kW) przy 6000 obr./min   | 600 N•m przy 3300 obr./min | 5,8 s              | 250 km/h           | 15,9 l / 100 km    |
| Silniki wysokoprężne: |                                   |                    |                        |                    |                                      |                            |                    |                    |                    |
| R5 2.5 TDI            | R5 2,5 l (2461 cm³), SOHC, turbo  | Pompowtryskiwacz   | 81,00 mm × 95,50 mm    | 19,5:1             | 174 KM (128 kW) przy 3500 obr./min   | 400 N•m przy 2000 obr./min | 11,5 s             | 188 km/h           | 10,1 l / 100 km    |
| V6 3.0 TDI            | V6 3,0 l (2967 cm³), DOHC, turbo  | Common rail        | 83,00 mm × 91,40 mm    | 17,0:1             | 225 KM (165,5 kW) przy 4000 obr./min | 500 N•m przy 1750 obr./min | 8,9 s              | 205 km/h           | 10,4 l / 100 km    |
| V6 3.0 TDI            | V6 3,0 l (2967 cm³), DOHC, turbo  | Common rail        | 83,00 mm × 91,40 mm    | b/d                | 240 KM (176 kW) przy 4000 obr./min   | 550 N•m przy 2000 obr./min | 8,3 s              | 209 km/h           | 9,9 l / 100 km     |
| V10 5.0 TDI           | V10 5,0 l (4921 cm³), SOHC, turbo | Pompowtryskiwacz   | 81,00 mm × 95,50 mm    | 18,0:1             | 313 KM (230 kW) przy 3750 obr./min   | 750 N•m przy 2000 obr./min | 7,4 s              | 231 km/h           | 12,6 l / 100 km    |
| V10 5.0 R50           | V10 5,0 l (4921 cm³), SOHC, turbo | Pompowtryskiwacz   | 81,00 mm × 95,50 mm    | 18,5:1             | 350 KM (257 kW) przy 3500 obr./min   | 850 N•m przy 2000 obr./min | 6,7 s              | 235 km/h           | 12,6 l / 100 km    |

## Druga generacja

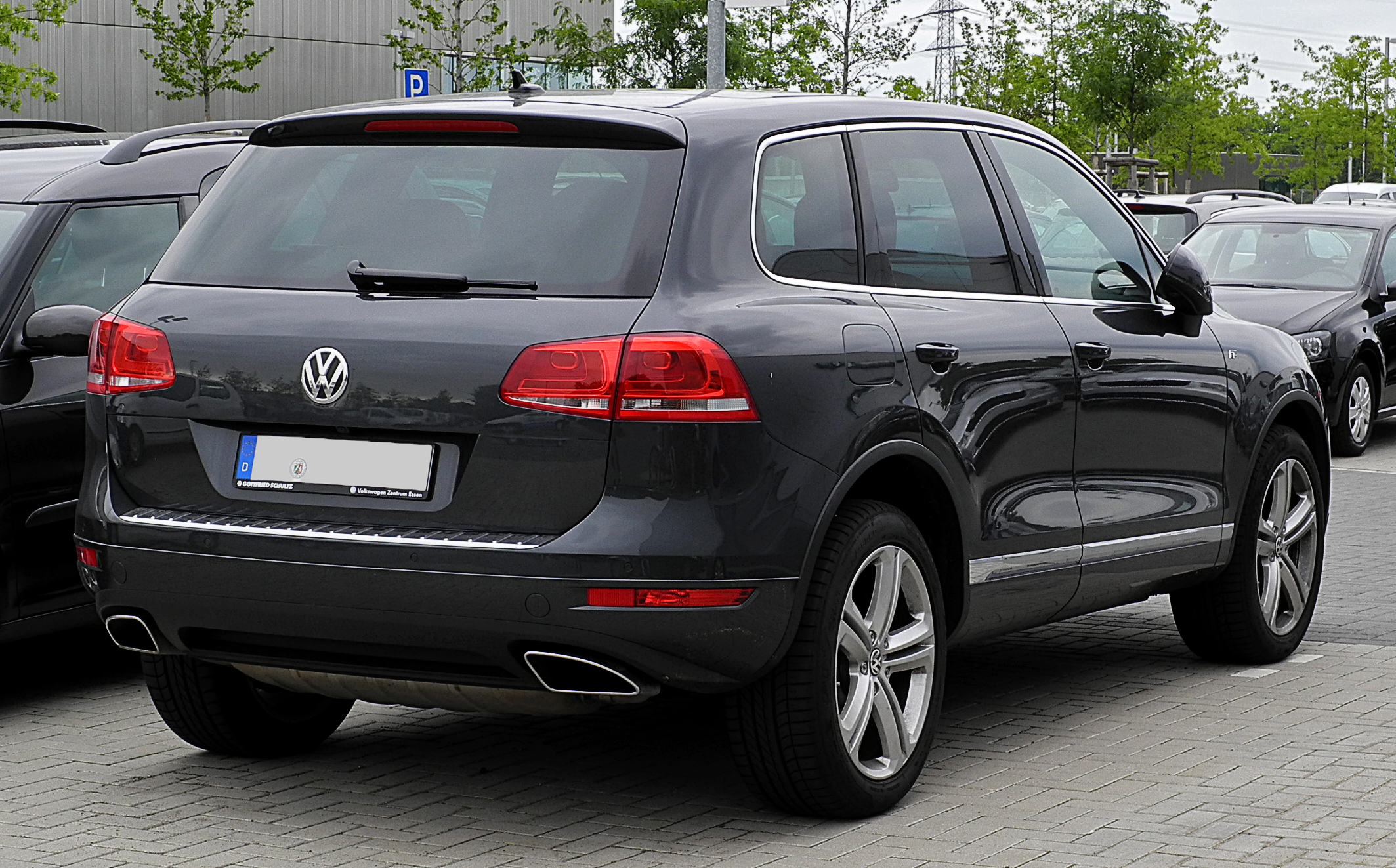
Volkswagen Touareg II - tył

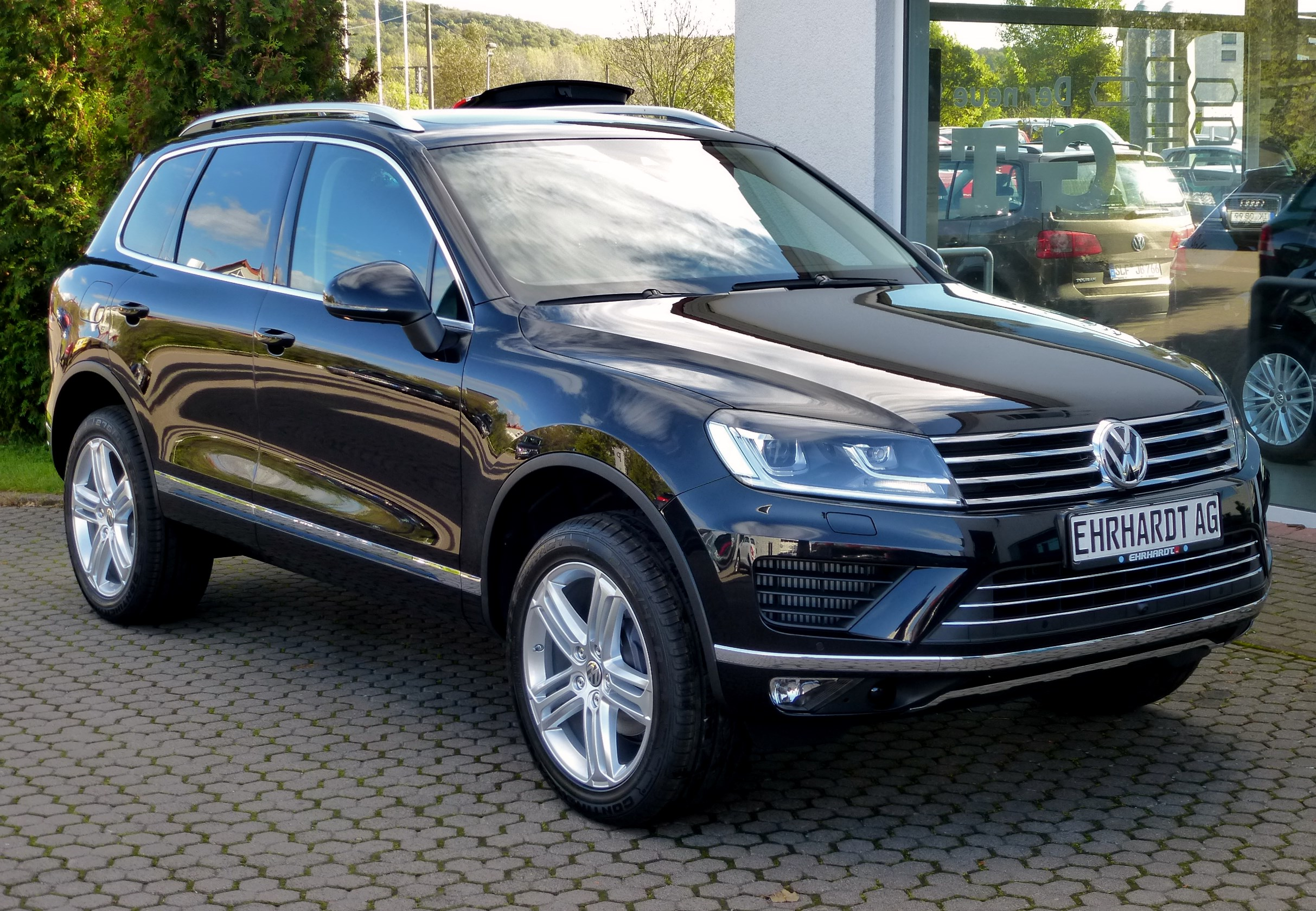
Volkswagen Touareg II po liftingu

Volkswagen Touareg II został po raz pierwszy oficjalnie zaprezentowany 10 lutego 2010 roku w Monachium.
Samochód został zbudowany na bazie wspólnej płyty podłogowej dzielonej z modelem Porsche Cayenne II. W stosunku do pierwszej generacji pojazdu, auto jest jego nowocześniejszą wersją. Zmieniony został m.in. pas przedni pojazdu, gdzie zastosowane zostały nowe reflektory, zderzak, atrapa chłodnicy oraz pokrywa silnika. W tylnej części pojazdu zmieniona została pokrywa bagażnika oraz lampy. Auto jest dłuższe i niższe od swojego poprzednika oraz ma większy rozstaw osi.
W połowie 2014 roku auto przeszło face lifting. Zmieniony został m.in. pas przedni pojazdu, w którym umieszczone zostały powiększone klosze reflektorów, przemodelowana atrapa chłodnicy oraz wloty powietrza umieszczone w dolnej części zderzaka. Do standardowego wyposażenia pojazdu dodano reflektory biksenonowe, które opcjonalnie doposażyć można w system Dynamic Light Assist, który na bazie odczytów z kamery steruje przysłonami świateł, tak aby nie oślepić innych użytkowników dróg jednocześnie oferując jak największy zasięg świateł w danej chwili.

### Wersje wyposażeniowe
- Touareg
- Business Line
- Perfectline R-Style
- Edition X

Standardowe wyposażenie pojazdu obejmuje m.in. skórzaną kierownicę, dwustrefową klimatyzację automatyczną, czujniki deszczu, 17-calowe alufelgi oraz system Start&Stop.
W zależności od wybranej wersji silnikowej oraz wyposażeniowej, pojazd doposażony może być także m.in. w chromowane dodatki nadwozia, drewniane wykończenie wnętrza, elektrycznie sterowane fotele z regulacją w 12-kierunkach oraz ogrzewaniem, czterostrefową klimatyzację automatyczną, elektrycznie otwierana i zamykaną pokrywę bagażnika, system bezkluczykowy oraz 18-calowe alufelgi, a także zawieszenie pneumatyczne, reflektory biksenonowe z funkcją doświetlania zakrętów i światłami do jazdy dziennej wykonanymi w technologii LED oraz system nawigacji satelitarnej i odbiornik TV oraz panoramiczny dach.

### Silniki
Benzynowe:
- V6 3.6 FSI 206 kW (280 KM)

Wysokoprężne:
- V6 3.0 TDI 176 kW (248 KM) (do 2014 roku)
- V6 3.0 TDI 258 KM
- V8 4.2 TDI 250 kW (340 KM)

Hybrydowy:
- V6 3.0 TSI 245 kW (333 KM) + 35 kW (47 KM) (silnik elektryczny)

## Trzecia generacja

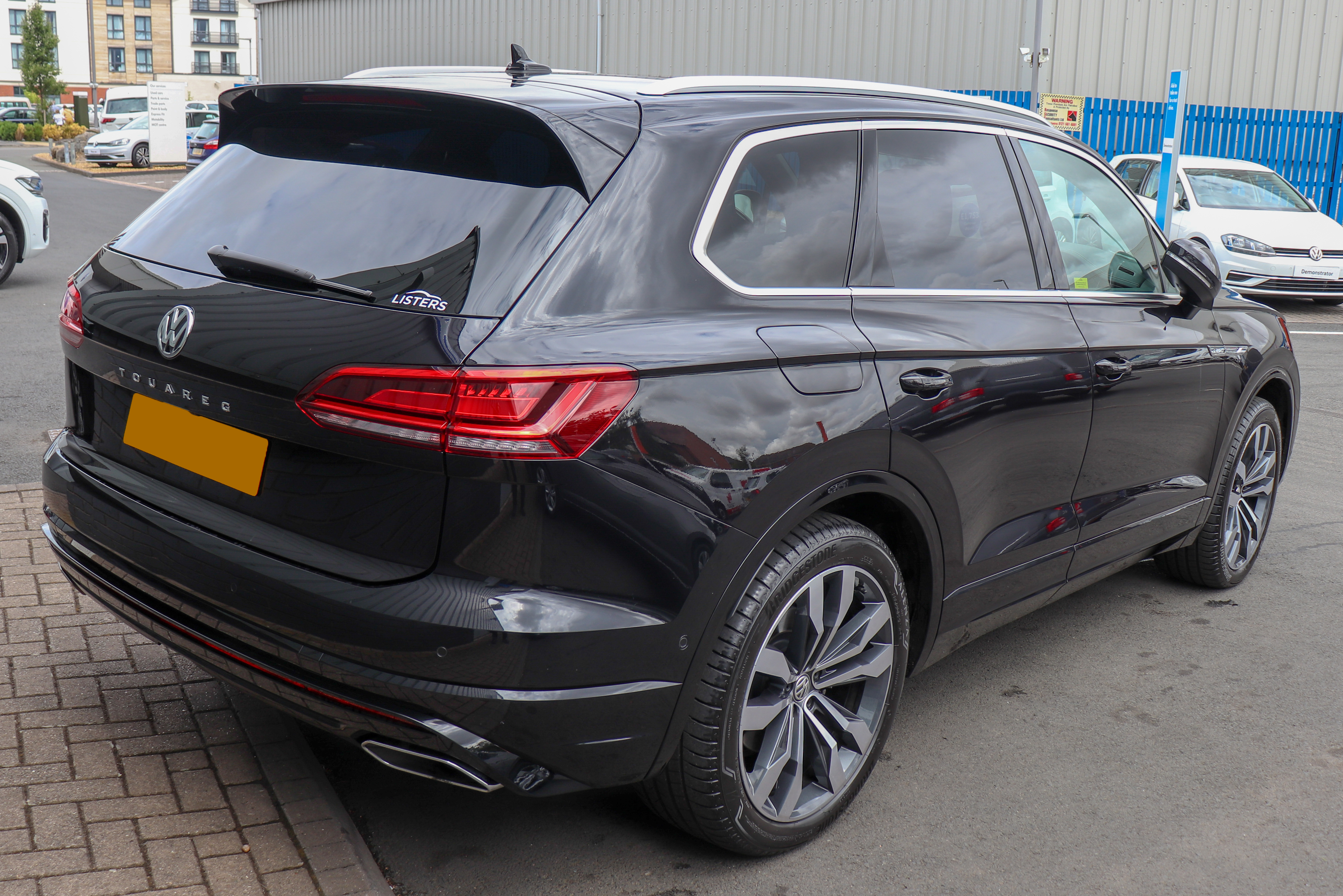
Volkswagen Touareg III - tył

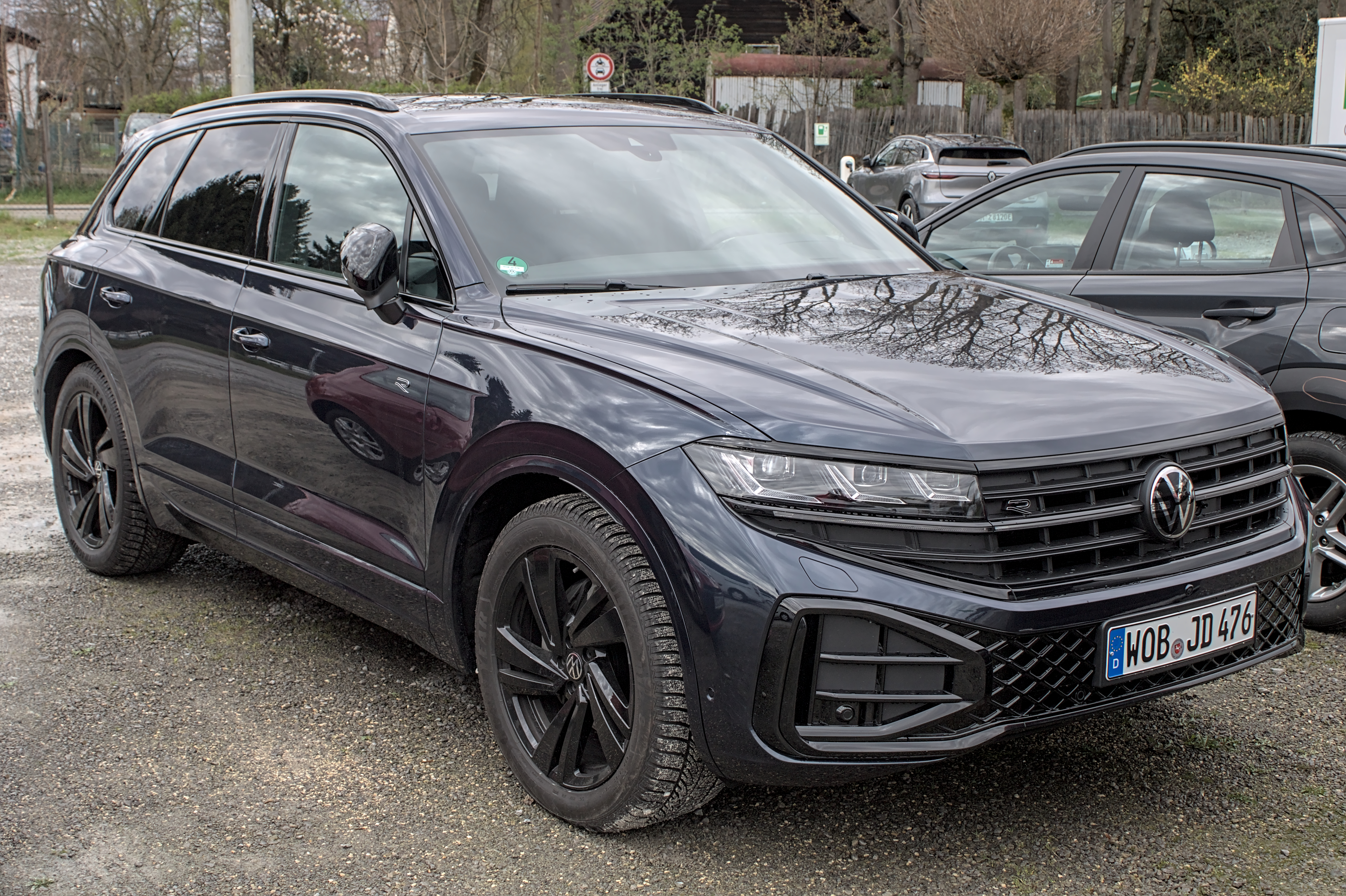
Volkswagen Touareg III po liftingu

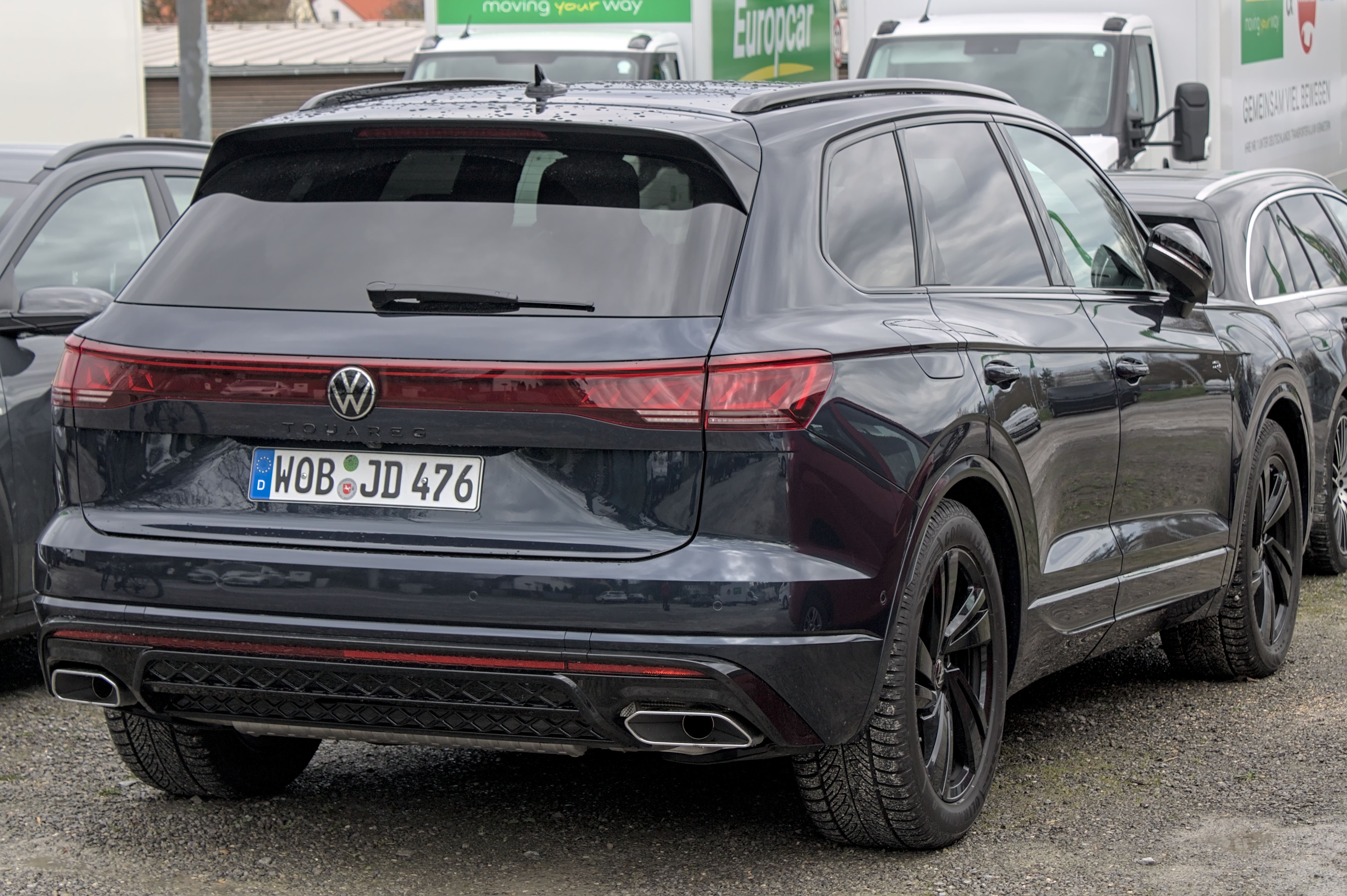
Volkswagen Touareg III - tył po liftingu

Volkswagen Touareg III oficjalnie zadebiutował pod koniec marca 2018 roku na salonie samochodowym w Szanghaju, w Polsce samochód pojawił się w drugiej połowie 2018 roku.
Całkowicie nowy Touareg został zbudowany na płycie podłogowej MLB wspólnej m.in. z Porsche Cayenne III czy Audi Q8. Pod względem rozmiarów Touareg III jest nieco dłuższy i szerszy od II generacji modelu oraz nieco niższy. Istotną nowością jest fakt, że 48 proc. konstrukcji samochodu wykonane jest z aluminium. Touareg III generacji to pierwszy model Volkswagena, w którym wykorzystano ten materiał na tak szeroką skalę.
Volkswagen w III generacji Touarega zastosował wiele zaawansowanych rozwiązań dostępnych wcześniej jedynie w samochodach marek premium - skrętną tylną oś, system Night Vision, czy aktywną stabilizację przechyłów (znaną z Audi SQ7). Znaczącą nowością jest również rozbudowany system multimedialny Discover Premium z 15-calowym ekranem dotykowym.
To pierwszy Touareg, który nie jest oferowany w USA - tam rolę sztandarowego SUV-a przejął model Atlas.

### Lifting
Pod koniec maja 2023 roku samochód przeszedł lifting. Największą nowość stanowi oświetlenie. Nietrudno zauważyć całkowicie przeprojektowane reflektory wykorzystujące matrycową technologię IQ.Light, która pozwala korzystać ze świateł jak z projektorów i wyświetlać informacje na jezdni. Przy okazji zmieniono też sygnaturę świetlną i kształt reflektorów.

### Wersje silnikowe
| Wersja  | Układ/liczba cylindrów | Pojemność | Moc    | Moment obr. | Prędkość maks. | Przyspieszenie 0-100 km/h |
| ------- | ---------------------- | --------- | ------ | ----------- | -------------- | ------------------------- |
| 3.0TFSI | V6                     | 2995 cm³  | 340 KM | 450 Nm      | 250 km/h       | 6,1 s                     |

| Wersja | Układ/liczba cylindrów | Pojemność | Moc    | Moment obr. | Prędkość maks. | Przyspieszenie 0-100 km/h |
| ------ | ---------------------- | --------- | ------ | ----------- | -------------- | ------------------------- |
| 3.0TDI | V6                     | 2967 cm³  | 231 KM | 500 Nm      | 222 km/h       | 7,7 s                     |
| 3.0TDI | V6                     | 2967 cm³  | 286 KM | 600 Nm      | 236 km/h       | 6,4 s                     |
| 4.0TDI | V8                     | 3956 cm³  | 421 KM | 900 Nm      | 250 km/h       | 4,9 s                     |

| Wersja | Układ/liczba cylindrów | Pojemność silnika | Pojemność baterii | Moc systemu | Zasięg na energii elektr. | Prędkość maks. | Przyspieszenie 0-100 km/h |
| ------ | ---------------------- | ----------------- | ----------------- | ----------- | ------------------------- | -------------- | ------------------------- |
| R      | V6                     | 2995 cm³          | 18 kWh            | 462 KM      | 50 km                     | 250 km/h       | 5,2 s                     |